# Hanako
Pour le poisson, voir Hanako (poisson).
Hisa Ōta (大田 ひさ, Ōta Hisa, 7 mai 1868 - 2 avril 1945)  est une actrice japonaise des périodes Meiji et Taishō au Japon. Elle était connue sous le nom de Hanako (花子) ou Madame Hanako. Elle n'a pas utilisé les kanjis de son nom de naissance, 飛佐 (Hisa), au cours de sa carrière.

## Biographie
Hisa Ōta naît en 1868 à Kamisobue, Nakashima, Province d'Owari (maintenant Ichinomiya, Aichi) dans une famille d'agriculteurs, mais elle est plus tard adoptée par un marchand de légumes, sa famille n'étant pas en mesure de la nourrir.
Elle se forme pour être une geisha et arrive ensuite en Europe en 1901, où elle commence par des petites missions et un travail dans un restaurant à Anvers. Elle commence réellement sa carrière d'actrice grâce au contrat qu'elle signe pour la création de son drame Bushido au théâtre de Düsseldorf.  
Loïe Fuller la remarque et, par son statut, lui ouvre de nombreuses portes. Ôta Hisa devient la responsable artistique du groupe Arayama que Fuller constitue. Lors de la tournée, elles visitent l'Exposition coloniale à Marseille en 1906, où elles rencontrent Auguste Rodin.  
Elle se fait notamment connaître pour ses scènes de hara-Kiri, dans lesquelles elle met en avant l'expression corporelle et faciale. Ces scènes fascinent pour leur transgression : un tel suicide est réservé aux hommes, notamment les samourais, et le théâtre japonais leur est également normalement réservé. 
En 1908, elle est au sommet de sa carrière. Elle joue avec sa troupe dans de nombreux théâtres à l'international et les créateurs influents de l'époque, comme Hugo von Hofmannsthal ou August Macke, assistent à ses pièces. Elle part vivre à Londres en 1914 avec Auguste Rodin et Rose Beuret, jusqu'en 1921, où elle retourne définitivement au Japon.

## Série d'Auguste Rodin

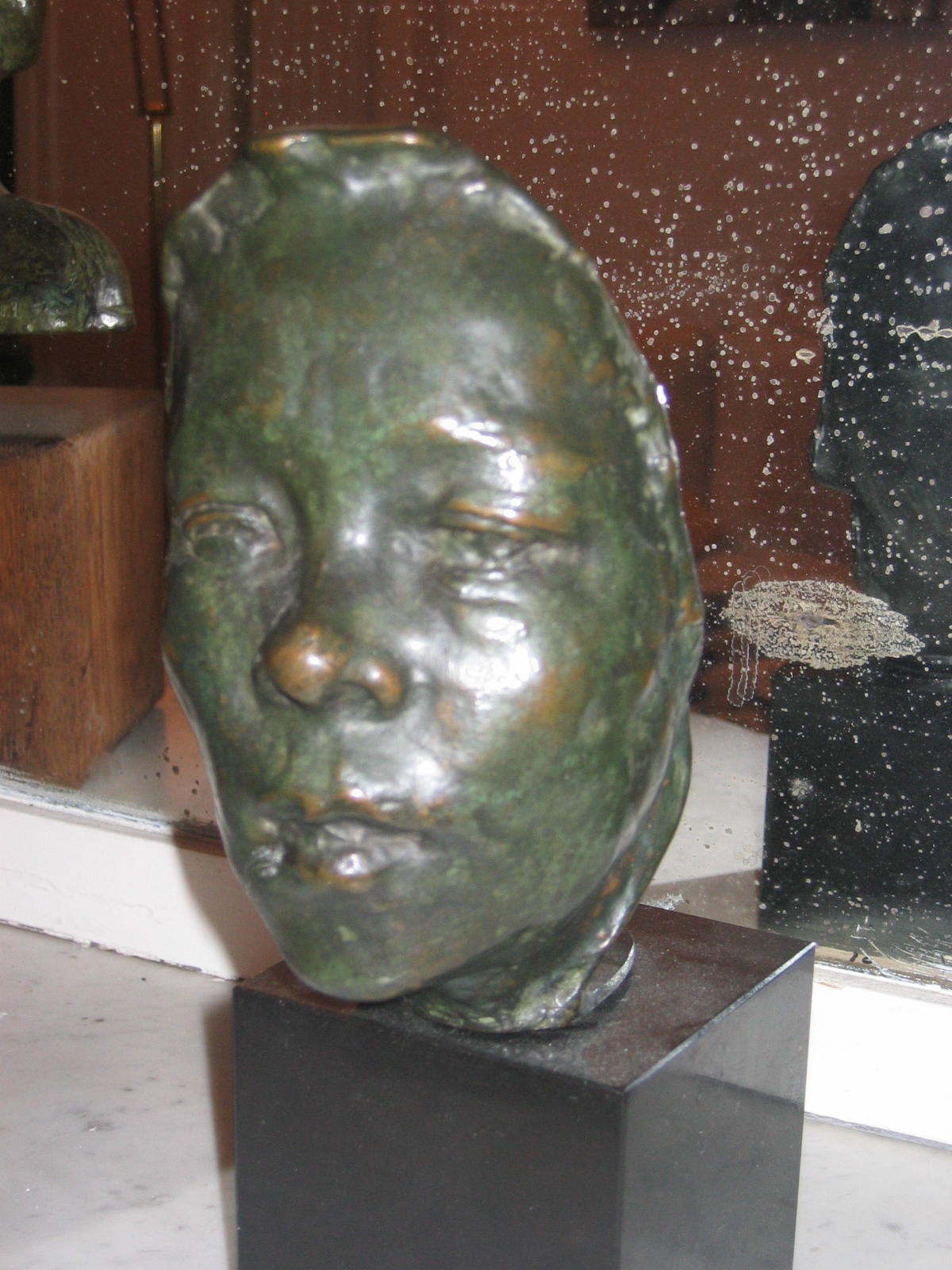
Masque créé par Auguste Rodin.

En plus de la rencontre à l'Exposition coloniale de Marseille, Auguste Rodin voit Ôta Hisa dans les comédies Zingoro (La Galatée japonaise) et La Vengeance de la Geisha et est impressionné par les mimiques et expressions de l'actrice. Fasciné aussi par ses scènes de hara-kiri et par sa puissance physique, il l'invite à Paris.
Le sculpteur réalise alors entre 1907 et 1911 une série de plus de 50 bustes, masques et dessins à l'effigie de la danseuse. Certains masques sont exposés dans la ville de Gifu, dans la préfecture de Gifu, au Japon, où Ôta Hisa a vécu ses dernières années.

## Filmographie
- Documentaire de Hisaya Iwasa, 『プチト・アナコ　〜ロダンが愛した旅芸人花子〜』 (1995) (50 min)[6]